# 南下徳富駅
南下徳富駅（みなみしもとっぷえき）は、北海道樺戸郡新十津川町字花月（かげつ）にあった北海道旅客鉄道（JR北海道）札沼線（学園都市線）の駅（廃駅）である。事務管理コードは▲130219。

## 歴史

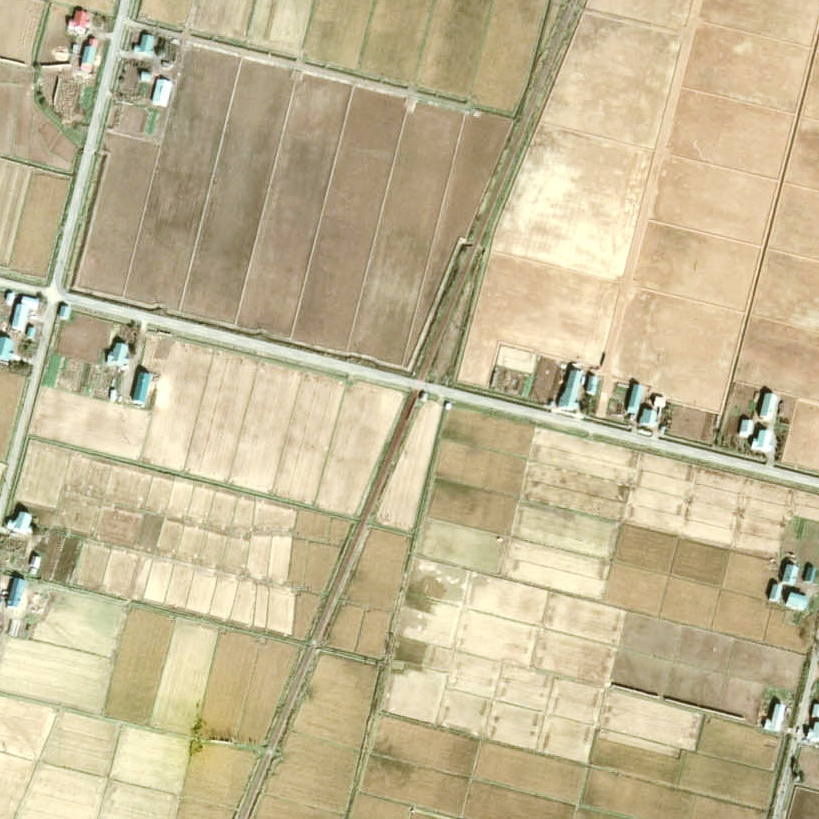
1976年の南下徳富駅と周囲約500m範囲。下が札幌方面。

- 1956年（昭和31年）11月16日：日本国有鉄道（国鉄）札沼線の駅として開業[1]。旅客のみ取扱い[1]。
- 1987年（昭和62年）4月1日：国鉄分割民営化に伴い、北海道旅客鉄道（JR北海道）に継承[1]。
- 1991年（平成3年）3月16日：札沼線に「学園都市線」の愛称を設定[JR北 2][JR北 3][4]。
- 1996年（平成8年）3月16日：札沼線（学園都市線）のうち、当駅を含む石狩当別駅（現・当別駅） - 新十津川駅間でワンマン運転開始[4]。
- 2012年（平成24年）：木造駅舎を撤去。
- 2016年（平成28年）
  - 3月26日：浦臼駅 - 新十津川駅間の運行が1日1往復のみとなり、列車の発着が1日上下各1本のみとなる[JR北 4]。
  - 11月18日：北海道医療大学駅 - 新十津川駅間が「当社単独では維持することが困難な線区」とされる[JR北 5]。
- 2018年（平成30年）12月20日：沿線4町と道が、北海道医療大学駅 - 新十津川駅間の廃止・バス転換で合意[JR北 6]。
- 2020年（令和2年）
  - 4月17日：新型コロナウイルス感染症（COVID-19）に関する緊急事態宣言により、4月18日から5月6日まで全列車運休措置。実質的な最終営業日となる[JR北 7]。
  - 5月7日：北海道医療大学駅 - 新十津川駅間の廃止と共に廃駅となる[JR北 1][新聞 1][新聞 2][新聞 3]。

### 駅名の由来
下徳富駅の南にあるため。

## 駅構造
単式ホーム1面1線を有する地上駅であった。石狩当別駅が管理していた無人駅で、かつては木造の駅舎があったが廃止時点では撤去されており、待合室等も設置されていなかった。駅の北側に南十六号線の踏切が接していた。
2020年5月7日の北海道医療大学駅 - 新十津川駅間の廃止にあたって、同日未明にホームに設置されていた駅名標が撤去された。

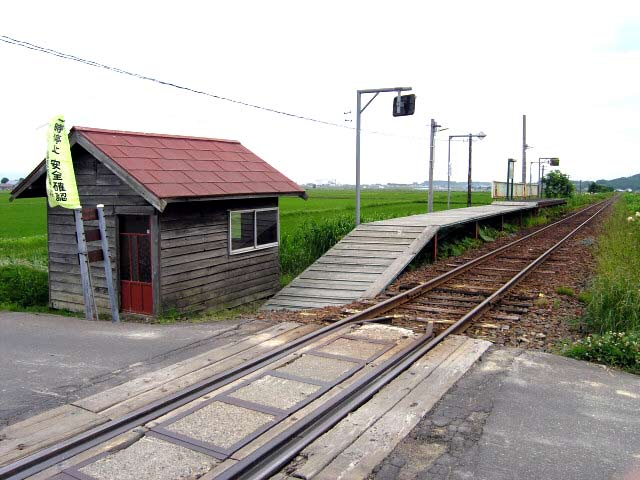
駅舎があった頃の駅全景（2004年6月）
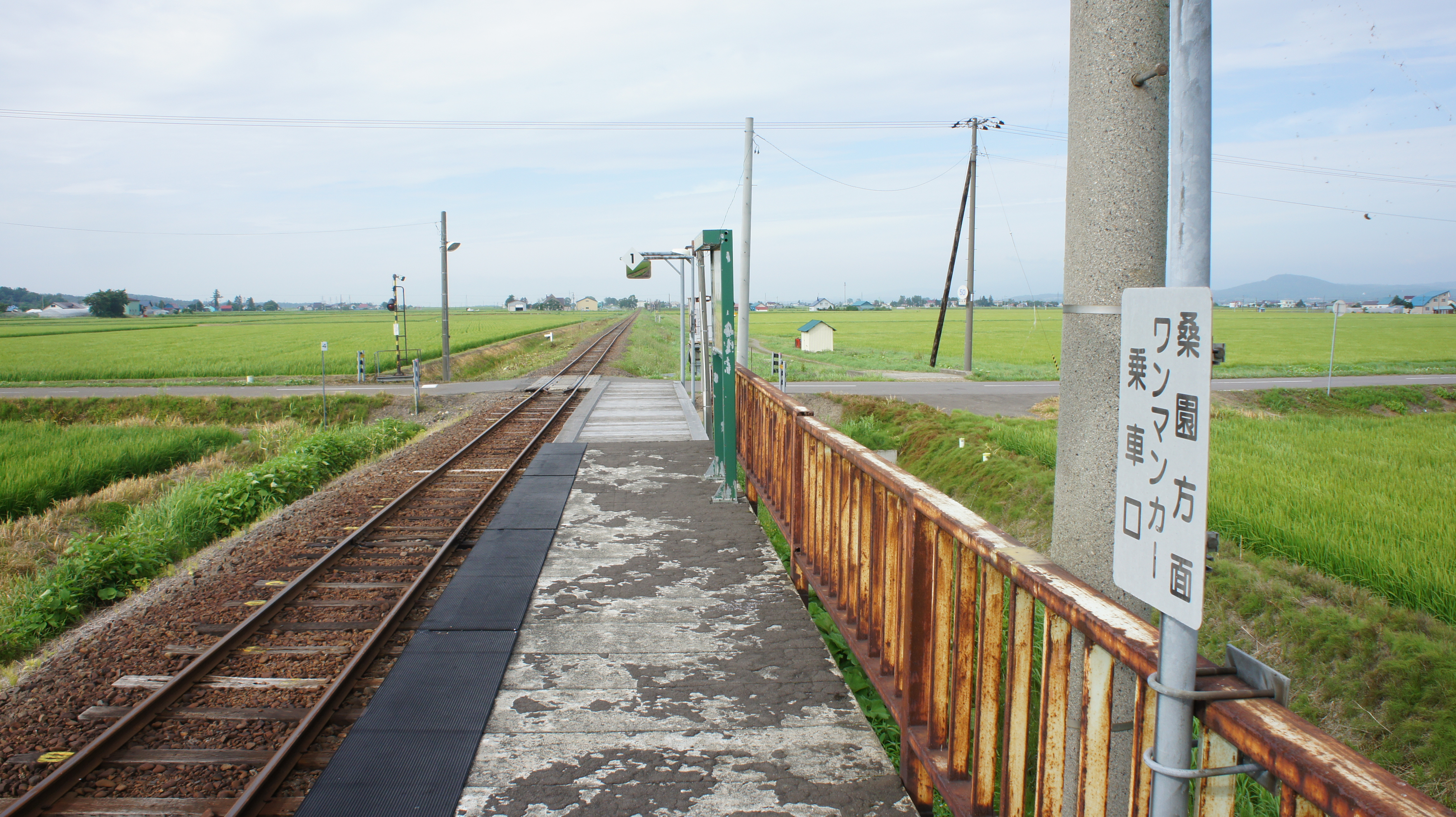
ホーム（2017年8月）
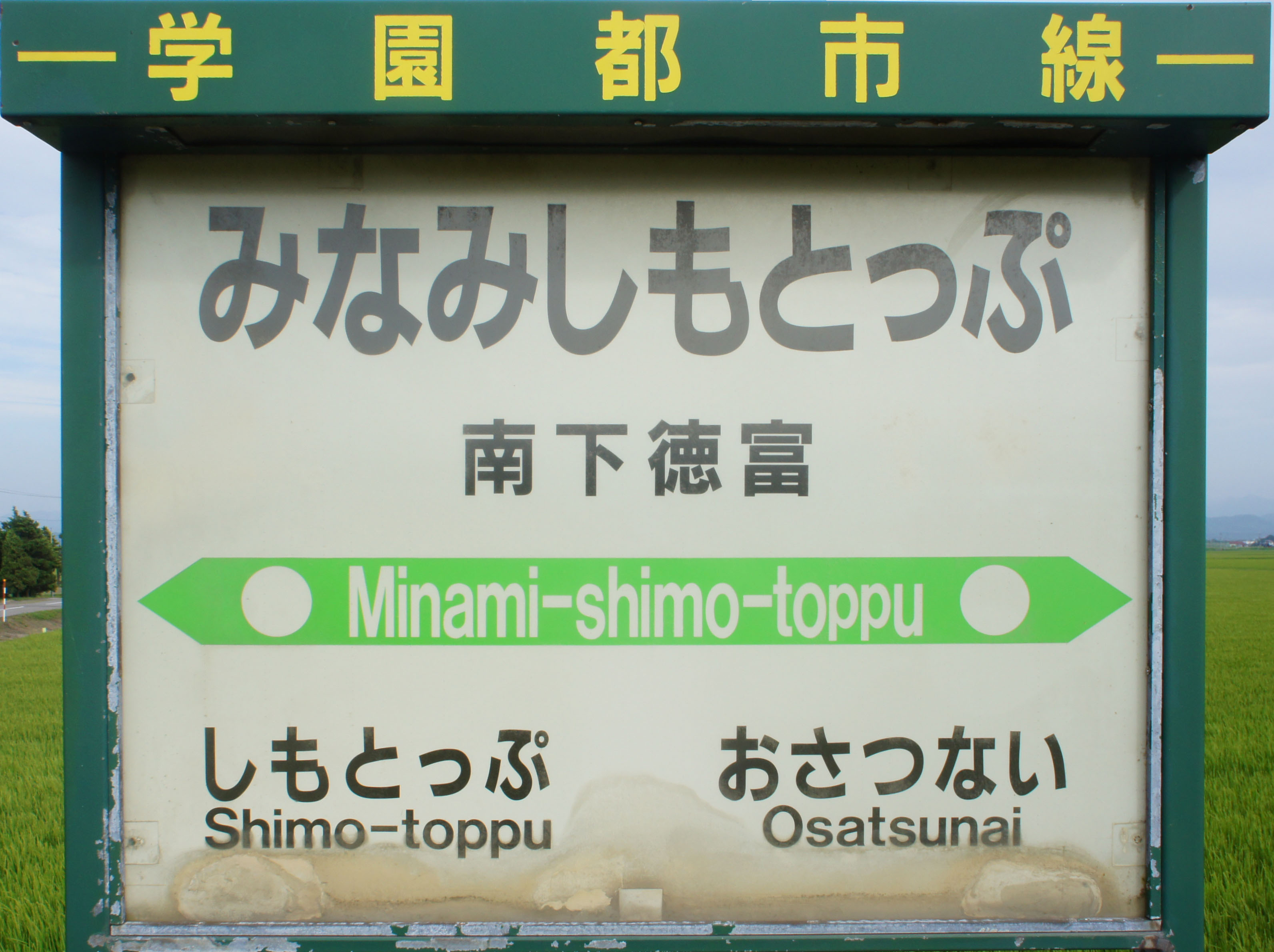
駅名標（2017年8月）

## 利用状況
- 2011 - 2015年（平成23 - 27年）の乗降人員調査（11月の調査日）は「1名以下」[JR北 8]。
- 2012 - 2016年（平成24 - 28年）の乗車人員（特定の平日の調査日）平均は0.2人[JR北 9]。
- 2013 - 2017年（平成25 - 29年）の乗車人員（特定の平日の調査日）平均は0.2人[JR北 10]。
- 2014 - 2018年（平成26 - 30年）の乗車人員（特定の平日の調査日）平均は0.2人[JR北 11]、乗降人員調査（11月の調査日）平均は「1名以下」[JR北 12]。
- 2015 - 2019年（平成27 - 令和元年）の乗車人員（特定の平日の調査日）平均は0.2人[JR北 13]。

## 駅周辺
田園風景が広がり、田畑と数軒の農家があるのみである。
- 国道275号

## 廃止後の予定
2020年（令和2年）5月の当駅廃駅後、当駅跡地・線路跡地は新十津川町に無償譲渡される。2020年度（令和2年度）から3年間の間に、駅は解体される予定である。また、町は札沼線の線路によって水田地帯が分断されている現状を解消し、基幹産業の稲作の振興を進めるため、2020年度（令和2年度）から3年間の間に、当駅周辺を含めた線路跡地を水田に戻す予定である。

## 隣の駅
北海道旅客鉄道（JR北海道）
札沼線（学園都市線）
於札内駅 - 南下徳富駅 - 下徳富駅